# SMART (målformulering)
Smart är en ursprungligen engelskspråkig modell för att underlätta vid formulering av mål för projekt, försäljning, personlig utveckling osv. Modellen är speciellt användbar när mål skall sättas med fler inblandade då den ger ett gemensamt ramverk att hålla sig inom. Bokstäverna står för:
- Specific – target a specific area for improvement.
- Measurable – quantify or at least suggest an indicator of progress.
- Assignable – specify who will do it.
- Realistic – state what results can realistically be achieved, given available resources.
- Time-related – specify when the result(s) can be achieved.

## Översättning till svenska
På svenska kan SMART uttydas som:
Specifikt, tydligt och konkret. Exempel: Vi skall erbjuda Sveriges snabbaste och mest prisvärda bilservice.
Mätbart, tid, kvantitet och kvalitet. Exempel: Varje bilservice skall innehålla de moment och åtgärder som på förhand beskrivits i serviceåtagandet.
Accepterat eller Attraktivt. Exempel: Erbjudna moment och åtgärder skall vara relevanta för, och accepteras av bilens ägare.
Realistiskt. Exempel: Bilservicens omfattning och åtgärder skall balanseras mot servicens kostnad, tid på verkstad, bilens ålder och antal körda mil. 
Tidssatt. Exempel: realistisk tidsram, exempel: Service skall kunna erbjudas inom 2 veckor från tidsbokning, och servicen genomförs under 3 dagar.
Ibland påträffas olika alternativ till ordet "accepterat", såsom attraktivt eller ambitiöst. Även ordet "tidssatt" byts ibland mot tidsatt (med bara ett s), tidsbestämt, tidsbegränsat eller tidsbundet, som dock inte innebär någon betydelseförändring.

## Specifikt
Mål ska vara specifika för att de ska ha någon effekt, ju snävare del som mäts desto effektivare; att man ska bli ekonomiskt oberoende är snarare en vision än ett mätbart mål. Ett bättre mål kan vara att man ska uppnå en specifik avkastning för någon aktivitet.

## Kritik
Målformuleringen är svår att applicera på många verksamheter, eftersom dessa ofta är så komplexa att de inte går att specificera, mäta eller tidssätta. Exempelvis är sophantering den enda verksamheten som är lämplig att använda SMART-kriterier för inom offentlig verksamhet, enligt författaren Lena Lindgren.